# Selección de baloncesto de Georgia
La selección de baloncesto de Georgia es el equipo formado por jugadores de nacionalidad georgiana que representa a la Federación Georgiana de Baloncesto (GBF) en las competiciones internacionales organizadas por la Federación Internacional de Baloncesto (FIBA) o el Comité Olímpico Internacional (COI): los Juegos Olímpicos, la Copa Mundial de Baloncesto y el EuroBasket.
Georgia se convirtió en miembro de la FIBA en 1992, después de independizarse de la Unión Soviética. La selección nacional disputó su primer partido oficial contra Polonia en 1995.
Los logros de Georgia en el escenario internacional han sido la clasificación para el Campeonato Europeo de Baloncesto en cinco ocasiones. Su mejor resultado llegó en su debut en el torneo en 2011. En 2023, Georgia logró su primera clasificación a la máxima competición mundial en la Copa Mundial FIBA.

## Historia

### Era soviética
Hasta 1991, Georgia era parte de la Unión Soviética, y los jugadores nacidos en Georgia jugaban para la selección nacional de la Unión Soviética. Los jugadores notables nacidos en Georgia que jugaron para la Unión Soviética y ganaron medallas en los Juegos Olímpicos, la Copa Mundial FIBA y el EuroBasket incluyen: Nodar Dzhordzhikiya, Otar Korkia, Guram Minashvili, Vladimer Ugrekhelidze, Levan Moseshvili, Zurab Sakandelidze, Mikheil Korkia y Nikolay Deryugin.

### Georgia independiente
Después de independizarse de la Unión Soviética, en varias ocasiones la selección nacional de Georgia intentó sin éxito clasificarse para el EuroBasket, la mayor competición y torneo de baloncesto más importante de Europa. Aunque la selección nacional jugó tres veces en la División B del EuroBasket y consiguió el ascenso en 2009 tras derrotar a Bielorrusia en los play-offs. Sin embargo, después de la ampliación del EuroBasket en 2011 de 16 a 24 equipos, Georgia se clasificó para la competición por primera vez.

### EuroBasket 2011
La selección nacional disputó cinco partidos en el Grupo D. Terminaron su grupo preliminar con un récord de 2-3, con victorias contra Bélgica y Ucrania, para avanzar. En su fase de grupos de segunda ronda, Georgia perdió sus cinco partidos para terminar su viaje inaugural al EuroBasket en el undécimo lugar.

### EuroBasket 2013
Después de terminar segundo en el grupo de clasificación, Georgia se clasificó para su segundo torneo EuroBasket. Después de una cómoda victoria por 84-67 en el partido inaugural sobre Polonia, Georgia perdió los cuatro partidos restantes y terminó el torneo con un récord de 1-4. Hasta ese momento, el EuroBasket 2013 fue el único torneo en el que Georgia no pudo ganar más de un partido.

### EuroBasket 2015
Georgia se clasificó para el EuroBasket por tercera vez consecutiva en 2015. Después de tres derrotas consecutivas al comienzo del torneo, la selección nacional finalmente obtuvo su primera victoria en la fase de grupos contra Macedonia por 90–75. Siguieron con otra victoria para finalizar la fase inicial del evento contra Croacia, 71–58  para pasar a los octavos de final por primera vez. Allí sufrieron una estrecha y reñida derrota ante los favoritos del torneo y eventual medallista de plata, Lituania, 81–85.

### EuroBasket 2017
Durante la clasificación para el EuroBasket 2017, Georgia encabezó su grupo después de una victoria por 90-84 sobre Montenegro y se clasificó para el EuroBasket por cuarta vez consecutiva. Una vez que comenzó la competición, el equipo nacional tuvo un comienzo rápido, vengándose de su derrota en la fase eliminatoria del EuroBasket 2015 ante Lituania por 79–77. Sin embargo , el resto de la fase de grupos no fue tan bien para el equipo georgiano. Como el equipo sólo pudo lograr una victoria más contra Israel, antes de caer ante Italia para terminar el torneo con un récord de 2-3 y ser eliminado.

### EuroBasket 2022
Georgia fue coanfitriona del EuroBasket 2022 y se clasificó automáticamente para la fase final de 2022. Esta fue la quinta vez consecutiva que Georgia se clasificó para el evento en general. Tiflis fue una de las ciudades anfitrionas y se utilizó para los partidos del Grupo A en el nuevo Tiflis Basketball Arena.

### La Fundación
El núcleo del equipo nacional que se ha clasificado constantemente para la competición de baloncesto más importante de Europa estaba formado por el capitán Zaza Pachulia, Viktor Sanikidze, Manuchar Markoishvili, Tornike Shengelia, Giorgi Tsintsadze y Giorgi Shermadini. Estos pioneros en la comunidad del baloncesto de Georgia han establecido el estándar para que las generaciones futuras del equipo nacional lo sigan construyendo y mantengan.

## Plantilla
- Lista de jugadores convocados que disputaron la Copa Mundial de Baloncesto de 2023.[11]

| Georgia                  | Georgia               | Georgia | Georgia | Georgia | Georgia                  |
| Num                      | Jugador               | Pos     | Altura  | Edad    | Equipo                   |
| ------------------------ | --------------------- | ------- | ------- | ------- | ------------------------ |
| 4                        | Rati Andronikashvili  | B       | 1,93 m  | 22      | UCAM Murcia              |
| 5                        | Sandro Mamukelashvili | AP      | 2,08 m  | 24      | San Antonio Spurs        |
| 6                        | Kakhaber Jintcharadze | A       | 1,97 m  | 30      | Kutaisi 2010             |
| 7                        | Luka Liklikadze       | B       | 1,86 m  | 20      | BC Olimpi                |
| 8                        | Giorgi Tsintsadze     | B       | 1,92 m  | 37      | TSU Tbilisi              |
| 9                        | Giorgi Shermadini     | P       | 2,17 m  | 34      | Lenovo Tenerife          |
| 10                       | Duda Sanadze          | E       | 1,97 m  | 31      | Atomerőmű SE             |
| 11                       | Giorgi Turdziladze    | P       | 2,06 m  | 25      | TSU Tbilisi              |
| 17                       | Mikheil Berishvili    | A       | 2,04 m  | 36      | Kutaisi 2010             |
| 23                       | Tornike Shengelia     | AP      | 2,06 m  | 31      | Segafredo Virtus Bologna |
| 25                       | Thaddus McFadden      | B       | 1,88 m  | 36      | UCAM Murcia              |
| 35                       | Goga Bitadze          | P       | 2,11 m  | 24      | Orlando Magic            |
| Entrenador: Ilias Zouros |                       |         |         |         |                          |

## Partidos

### Próximos encuentros
| Fecha                   | Ciudad    | Competición                | Local        |                             | Resultado |                             | Visitante    |
| ----------------------- | --------- | -------------------------- | ------------ | --------------------------- | --------- | --------------------------- | ------------ |
| 24 de agosto de 2022    | Tiflis    | Clasificación Mundial 2023 | Georgia      | Bandera de Georgia          | 77:66     | Bandera de los Países Bajos | Países Bajos |
| 27 de agosto de 2022    | Brescia   | Clasificación Mundial 2023 | Italia       | Bandera de Italia           | 91:84     | Bandera de Georgia          | Georgia      |
| 1 de septiembre de 2022 | Tiflis    | EuroBasket 2022            | Bélgica      | Bandera de Bélgica          | 79:76     | Bandera de Georgia          | Georgia      |
| 3 de septiembre de 2022 | Tiflis    | EuroBasket 2022            | Georgia      | Bandera de Georgia          | 64:90     | Bandera de España           | España       |
| 4 de septiembre de 2022 | Tiflis    | EuroBasket 2022            | Turquía      | Bandera de Turquía          | 83:88     | Bandera de Georgia          | Georgia      |
| 6 de septiembre de 2022 | Tiflis    | EuroBasket 2022            | Georgia      | Bandera de Georgia          | 80:92     | Bandera de Bulgaria         | Bulgaria     |
| 7 de septiembre de 2022 | Tiflis    | EuroBasket 2022            | Georgia      | Bandera de Georgia          | 73:81     | Bandera de Montenegro       | Montenegro   |
| 11 de noviembre de 2022 | Reikiavik | Clasificación Mundial 2023 | Islandia     | Bandera de Islandia         | 85:88     | Bandera de Georgia          | Georgia      |
| 14 de noviembre de 2022 | Tiflis    | Clasificación Mundial 2023 | Georgia      | Bandera de Georgia          | 84:85     | Bandera de Italia           | Italia       |
| 23 de febrero de 2023   | Almere    | Clasificación Mundial 2023 | Países Bajos | Bandera de los Países Bajos | 80:88     | Bandera de Georgia          | Georgia      |
| 26 de febrero de 2023   | Tiflis    | Clasificación Mundial 2023 | Georgia      | Bandera de Georgia          | 77:80     | Bandera de Islandia         | Islandia     |
| 26 de agosto de 2023    | Okinawa   | Copa Mundial 2023          | Cabo Verde   | Bandera de Cabo Verde       | 60:85     | Bandera de Georgia          | Georgia      |
| 28 de agosto de 2023    | Okinawa   | Copa Mundial 2023          | Georgia      | Bandera de Georgia          | 67:88     | Bandera de Eslovenia        | Eslovenia    |
| 30 de agosto de 2023    | Okinawa   | Copa Mundial 2023          | Georgia      | Bandera de Georgia          | 70:59     | Bandera de Venezuela        | Venezuela    |
| 1 de septiembre de 2023 | Okinawa   | Copa Mundial 2023          | Alemania     | Bandera de Alemania         | 100:73    | Bandera de Georgia          | Georgia      |
| 3 de septiembre de 2023 | Okinawa   | Copa Mundial 2023          | Australia    | Bandera de Australia        | 100:84    | Bandera de Georgia          | Georgia      |

## Entrenadores
- Besik Liparteliani: 1994–1997
- Levan Moseshvili: 1997–1999
- Zurab Tomaradze: 1999–2001
- Dražen Brajković: 2001–2005
- Gordon Herbert: 2005–2007
- Ken Shields: 2007–2008
- Igor Kokoškov: 2008–2015
- Ilias Zouros: 2016–2023

## Plantillas anteriores
- EuroBasket 2011: finalizó 11º de 24 equipos.

Giorgi Gamqrelidze, Vladimir Boisa, Anatoli Boisa, Zaza Pachulia, Giorgi Tsintsadze, Giorgi Shermadini, Lasha Parghalava, Manuchar Markoishvili, MarQuez Haynes, Viktor Sanikidze, Tornike Shengelia, Nikoloz Tskitishvili. Entrenador: Igor Kokoškov
- EuroBasket 2013: finalizó 17º de 24 equipos.

Nika Metreveli, Otar Pkhakadze, Duda Sanadze, Beka Burjanadze, Giorgi Tsintsadze, Giorgi Shermadini, Ricky Hickman, Manuchar Markoishvili, Levan Patsatsia, Viktor Sanikidze, Besik Lezhava, Nikoloz Tskitishvili. Entrenador: Igor Kokoškov
- EuroBasket 2015: finalizó 15º de 24 equipos.

Jacob Pullen, Nika Metreveli, Zaza Pachulia, Giorgi Tsintsadze, Giorgi Shermadini, Duda Sanadze, Manuchar Markoishvili, Levan Patsatsia, Viktor Sanikidze, Beka Burjanadze, Tornike Shengelia, Besik Lezhava. Entrenador: Igor Kokoškov
- EuroBasket 2017: finalizó 17° de 24 equipos.

Michael Dixon, Giorgi Gamqrelidze, Anatoli Boisa, Zaza Pachulia, Giorgi Tsintsadze, Giorgi Shermadini, Duda Sanadze, Manuchar Markoishvili, Mikheil Berishvili, Tornike Shengelia, Goga Bitadze, Ilia Londaridze. Entrenador: Ilias Zouros
- EuroBasket 2022: finalizó 21° de 24 equipos.

Rati Andronikashvili, Sandro Mamukelashvili, Kakhaber Jintcharadze, Beka Burjanadze, Giorgi Tsintsadze, Giorgi Shermadini, Duda Sanadze, Mikheil Berishvili, Merab Bokolishvili, Thaddus McFadden, Beka Bekauri, Goga Bitadze. Entrenador: Ilias Zouros
- Copa Mundial 2023: finalizó 16° de 32 equipos.

Rati Andronikashvili, Sandro Mamukelashvili, Kakhaber Jintcharadze, Luka Liklikadze, Giorgi Tsintsadze, Giorgi Shermadini, Duda Sanadze, Giorgi Turdziladze, Mikheil Berishvili, Tornike Shengelia, Thaddus McFadden, Goga Bitadze. Entrenador: Ilias Zouros

## Historial

### Copa Mundial
Resultado General: 55.º puesto
| Copa Mundial de Baloncesto |
| --- |
| - 1950: No calificó - 1954: No calificó - 1959: No calificó - 1963: No calificó - 1967: No calificó - 1970: No calificó - 1974: No calificó - 1978: No calificó - 1982: No calificó - 1986: No calificó - 1990: No calificó - 1994: No calificó - 1998: No calificó - 2002: No calificó - 2006: No calificó - 2010: No calificó - 2014: No calificó - 2019: No calificó - 2023: 16° Lugar - 2027: TBD |

### Juegos Olímpicos
| Baloncesto en los Juegos Olímpicos |
| --- |
| - Berlín 1936: No calificó - Londres 1948: No calificó - Helsinki 1952: No calificó - Melbourne 1956: No calificó - Roma 1960: No calificó - Tokio 1964: No calificó - México 1968: No calificó - Múnich 1972: No calificó - Montreal 1976: No calificó - Moscú 1980: No calificó - Los Ángeles 1984: No calificó - Seúl 1988: No calificó - Barcelona 1992: No calificó - Atlanta 1996: No calificó - Sídney 2000: No calificó - Atenas 2004: No calificó - Pekín 2008: No calificó - Londres 2012: No calificó - Río 2016: No calificó - Tokio 2020: No calificó - París 2024: No calificó |

### EuroBasket
| EuroBasket |
| --- |
| - 1935: No participó - 1937: No participó - 1939: No participó - 1946: No participó - 1947: No participó - 1949: No participó - 1951: No participó - 1953: No participó - 1955: No participó - 1957: No participó - 1959: No participó - 1961: No participó - 1963: No participó - 1965: No participó - 1967: No participó - 1969: No participó - 1971: No participó - 1973: No participó - 1975: No participó - 1977: No participó - 1979: No participó - 1981: No participó - 1983: No participó - 1985: No participó - 1987: No participó - 1989: No participó - 1991: No participó - 1993: No participó - 1995: No participó - 1997: No participó - 1999: No participó - 2001: No participó - 2003: No participó - 2005: No participó - 2007: No participó - 2009: No participó - 2011: 11° Lugar - 2013: 17° Lugar - 2015: 15° Lugar - 2017: 17° Lugar - 2022: 21° Lugar - 2025: TBD |